# Tetsuya Funatsu
Tetsuya Funatsu (舩津 徹也 Funatsu Tetsuya?), född 9 februari 1987 i Osaka prefektur, är en japansk fotbollsspelare.
Funatsu började sin karriär 2009 i Kataller Toyama. 2012 blev han utlånad till Cerezo Osaka. Han gick tillbaka till Kataller Toyama 2013. 2014 flyttade han till Montedio Yamagata. 2015 flyttade han till Thespakusatsu Gunma.